# Leucolepis acanthoneura
Leucolepis acanthoneura är en bladmossart som beskrevs av Lindberg 1868. Leucolepis acanthoneura ingår i släktet Leucolepis och familjen Mniaceae. Inga underarter finns listade i Catalogue of Life.